# ناثان ستانتون
ناثان ستانتون (بالإنجليزية: Nathan Stanton)‏ (4 مايو 1981 في المملكة المتحدة - ) هو لاعب كرة قدم بريطاني في مركز الدفاع. لعب مع سكونثورب يونايتد ونادي بيرتن ألبيون ونادي روتشديل وغرانتهام تاون ‏ ونادي كوربي تاون.

## وصلات خارجية
- ناثان ستانتون على موقع قاعدة بيانات كرة القدم.إي يو (الإنجليزية)
- ناثان ستانتون على موقع Soccerbase.com (لاعب) (الإنجليزية)